# Eberhard Waechter
Eberhard Waechter, także Wächter (ur. 9 lipca 1929 w Wiedniu, zm. 29 marca 1992 tamże) – austriacki śpiewak, baryton.

## Życiorys
W latach 1950–1953 studiował w Konserwatorium Wiedeńskim, gdzie uczył się gry na fortepianie i teorii muzyki. Śpiewu uczył się prywatnie u Elisabeth Radó. Debiutował w 1953 roku w wiedeńskiej Volksoper rolą Silvio w Pajacach Ruggera Leoncavalla. Od 1954 roku śpiewał w Operze Wiedeńskiej, w 1963 roku otrzymał tytuł Kammersänger. W 1956 roku debiutował w londyńskim Covent Garden Theatre jako Hrabia Almaviva w Weselu Figara W.A. Mozarta oraz na festiwalu w Salzburgu jako Arbaces w Idomeneuszu. W 1958 roku wystąpił na festiwalu w Bayreuth w roli Amfortasa w Parsifalu Wagnera. W 1959 roku debiutował na deskach Opéra de Paris jako Wolfram w Tannhäuserze, tę samą rolę powtórzył w 1961 roku w Metropolitan Opera w Nowym Jorku. W 1960 roku ponownie kreował rolę Hrabiego Almavivy w mediolańskiej La Scali i Civic Opera w Chicago. W 1980 roku wystąpił jako Józef podczas prapremierowego przedstawienia opery Jesu Hochzeit Gottfrieda von Einema.
Od 1987 do 1992 roku pełnił funkcję dyrektora wiedeńskiej Volksoper, od 1991 roku był też dyrektorem muzycznym Opery Wiedeńskiej. Dokonał nagrań płytowych m.in. dla Deutsche Grammophon, Decca Records i Columbia Records.